# ポロキサマー
ポロキサマー（Poloxamer）は、ポリオキシプロピレン鎖（POP）と、それを挟む2個のポリオキシエチレン鎖（POE）からなるブロック共重合体である。
全体としては親水性が高いが、POP部はPOE部より親油性が高いため両親媒性を示し、界面活性剤として用いられる。各ブロックの長さを変えることで様々な性質を示す種類が得られ、多種製造されている。特にBASFの商標名プルロニック（Pluronic）がよく知られる。
無毒であることから、医薬品や化粧品に添加する乳化剤として多く使われる。医薬品ではドラッグデリバリーシステムにも応用されている。
ポロキサマーを含む消毒薬としてプレポダインが存在する。